# Anatolij Romaniuk
Anatolij Stiepanowicz Romaniuk (ros. Анатолий Степанович Романюк; ur. 13 maja 1960) – radziecki zapaśnik startujący w stylu klasycznym.
Pierwszy w Pucharze Świata w 1987 i szósty w 1982 roku.
Mistrz ZSRR w 1987; drugi w 1983 i trzeci w 1988 roku.